# Алектор
Алектор (Алектора) — античне давньогрецьке місто-колонія, що розташовувалося на території сучасного міста Очакова (Очаківського мису) в III—І століттях до н.е. На території колонії існував храм богині Деметри. За історичними даними населення Алектора складалося з греків і осілих сарматів. Відносини Алектора з сарматами є спірним питанням, деякі дослідники вважають що Алектор був під владою сарматів.